# Áyios Nikólaos (ort i Grekland, Grekiska fastlandet, Nomós Evrytanías)
Áyios Nikólaos (Agios Nikolaos) är en ort i Grekland.   Den ligger i prefekturen Nomós Evrytanías och regionen Grekiska fastlandet, i den centrala delen av landet, 190 km nordväst om huvudstaden Aten. Áyios Nikólaos ligger 1 052 meter över havet och antalet invånare är 264.
Terrängen runt Áyios Nikólaos är kuperad söderut, men norrut är den bergig. Runt Áyios Nikólaos är det ganska glesbefolkat, med 25 invånare per kvadratkilometer. Närmaste större samhälle är Karpenísi, 7,5 km väster om Áyios Nikólaos. I omgivningarna runt Áyios Nikólaos växer i huvudsak blandskog.